# 1140
1140 (MCXL) var ett skottår som började en måndag i den julianska kalendern.

## Händelser
- 21 december - Belägringen av Weinsberg

### Okänt datum
- Den romanska katedralen i Skara invigs.
- Under 1140-talet kommer materialet pergament till Sverige.

## Födda
- Sofia av Minsk, drottning av Danmark 1157–1182, gift med Valdemar den store (född omkring detta år).
- Bertrand de Born (död omkring 1215), författare av riddardikter (född omkring detta år).

## Avlidna
- Helena, drottning av Sverige 1079/1080–1105, gift med Inge den äldre.